# Drew Hankinson
Andrew William Hankinson (Cumberland (Maryland), 22 december 1983) is een Amerikaans professioneel worstelaar die werkzaam is voor Impact Wrestling (voorheen bekend als TNA Wrestling).
Hankinson was bekend van World Wrestling Entertainment (WWE) als "The Cornfed Colossus" Festus en Luke Gallows. Onder de naam Gallows was hij ook lid van Straight Edge Society. Zijn contract bij WWE werd ontbonden op 15 april 2020. Op 18 juli 2020 heeft hij een tweejarig contract ondertekend samen met Karl Anderson. De tag team debuteerde 21 juli 2020 op Impact Wrestling op TV.

## In het worstelen
- Finishers
  - Fireman's carry flapjack
- Signature moves
  - Sitout gutbuster drop
  - Big boot or a bicycle kick
  - Biel throw
  - Fallaway slam
  - Headbutt
  - Leaping shoulder block
  - Running leaping seated senton
  - Sidewalk slam
  - Gallows pole/12th step
- Bijnaam
  - "The Cornfed Colossus"
  - "Big LG"
- Managers
  - Jesse
  - CM Punk
  - Serena
  - Joey Mercury

## Prestaties
- American Pro Wrestling Alliance
  - APWA World Tag Team Championship (1 keer met Knux)
- Impact Wrestling
  - Impact World Tag Team Championship (1 keer, huidig met Karl Anderson)
- National Wrestling Alliance
  - NWA Southern Tag Team Championship (1 keer met Iceberg)
- National Wrestling League
  - NWL Heavyweight Championship (1 keer)
- New Japan Pro Wrestling
  - IWGP Tag Team Championship (3 keer met Karl Anderson)
  - World Tag League (2013 met Karl Anderson)
- Rampage Pro Wrestling
  - RPW Heavyweight Championship (1 keer)
- River City Wrestling
  - RCW Tag Team Championship (1 keer met Knux)
- Pro Wrestling Illustrated
  - Gerangschikt op nummer 65 van de top 500 worstelaars in de PWI 500 2016
- Summit Wrestling Association
  - SWA Heavyweight Championship (1 keer)
- Southern Fried Championship Wrestling
  - SFCW Heavyweight Championship
- Vanguard Championship Wrestling
  - VCW Heavyweight Championship (1 keer)
- Wrestling Observer Newsletter
  - Wost Grimmick (2012, 2013 met de Aces & Eights)
- World Wrestling Entertainment/WWE
  - WWE Raw Tag Team Championship (2 keer met Karl Anderson)
  - WWE Tag Team World Cup (2019 met Karl Anderson)
- Andere titels
  - Talk 'N Shop A Mania 24/7 Championship (1 keer)